# Grupo de puntos racionales en la circunferencia unitaria

La terna pitagórica (4,3,5) está asociada al punto racional (4/5,3/5) en la circunferencia unitaria

En matemáticas, los puntos racionales en la circunferencia goniométrica son aquellos puntos (x, y) tales que tanto x como y son números racionales ("fracciones") y satisfacen que x2 + y2 = 1. El conjunto de tales puntos resulta estar estrechamente relacionado con las ternas pitagóricas primitivas. Considérese un triángulo rectángulo primitivo, es decir, con lados enteros de longitud a, b, c, siendo c la hipotenusa, tal que los lados no tengan ningún factor común mayor que  1. Entonces, en el círculo unitario existe el punto racional (a/c, b/c), que, en el plano complejo, es simplemente a/c + ib/c, donde i es la unidad imaginaria. Por el contrario, si (x, y) es un punto racional en la circunferencia unitaria en el primer cuadrante del sistema de coordenadas (es decir, x > 0,  y > 0), entonces existe un triángulo rectángulo primitivo con lados xc, yc, c, siendo c el mínimo común múltiplo de los denominadores de x e y. Existe una correspondencia entre los puntos (a, b) en el plano x-y; y los puntos a + ib en el plano complejo que se utiliza a continuación.

## Operación de grupo
El conjunto de puntos racionales en la círcunferencia unitaria, abreviado como G en este artículo, forma un grupo abeliano infinito con respecto a las rotaciones. El elemento identidad es el punto (1, 0) = 1 + i0 = 1. La operación de grupo, o "producto", es (x, y) * (t, u) = (xt − uy, xu + yt). Este producto es la suma de ángulos, ya que x = cos(A) e y = sin(A), donde A es el ángulo que forma el vector (x, y) con el vector (1,0), medido en sentido antihorario. Entonces, con (x, y) y (t, u) se forman los ángulos A y B con (1,  0) respectivamente, su producto (xt − uy, xu + yt) es solo el punto racional en el círculo unitario que forma el ángulo A+B con (1, 0). La operaciónde grupo se expresa más fácilmente con números complejos: identificando los puntos (x, y) y (t, u) con x' ' + iy y t + iu respectivamente, el producto del grupo anterior es solo la multiplicación ordinaria de números complejos (x + iy)(t + iu) = xt − yu +  i(xu + yt), que corresponde al punto (xt − uy, xu' ' + yt) como arriba.

### Ejemplo
3/5 + 4/5i y 5/13 + 12/13i (que corresponden a dos de las ternas pitagóricas más conocidas: (3,4,5) y (5,12,13)) son puntos racionales en la circunferencia unitaria en el plano complejo y, por lo tanto, son elementos de G. Su producto de grupo es −33/65 + 56/65i, que corresponde al triplete pitagórico (33,56,65). La suma de los cuadrados de los numeradores 33 y 56 es 1089+3136=4225, que es el cuadrado del denominador 65.

### Otras formas de describir el grupo
{\displaystyle G\cong \mathrm {SO} (2,\mathbb {Q} ).}
El conjunto de todas las matrices de rotación de orden 2×2 con entradas racionales coincide con G. Esto se deduce del hecho de que el grupo circular {\displaystyle S^{1}} es isomorfo a {\displaystyle \mathrm {SO} (2,\mathbb {R} )} y del hecho de que sus puntos racionales coinciden.

## Estructura del grupo
La estructura de G es una suma infinita de grupos cíclicos. Sea G2 el subgrupo de G generado por el punto 0 + 1i. G2 es un conjunto generador de un grupo de orden 4. Para un p primo de la forma 4k + 1, sea Gp el subgrupo de elementos con denominador pn, donde n es un número entero no negativo. Gp es un grupo cíclico infinito, y el punto (a2 − b2)/p + (2ab /p)i es un generador de Gp. Además, al factorizar los denominadores de un elemento de G, se puede demostrar que G es una suma directa de G2 y Gp. Esto es:
{\displaystyle G\cong G_{2}\oplus \bigoplus _{p\,\equiv \,1\,({\text{mod }}4)}G_{p}.}
Dado que es la suma directa en lugar del producto directo, solo un número finito de valores en Gp son distintos de cero.

### Ejemplo
Viendo G como una suma directa infinita, considérese el elemento ({0}; 2, 0, 1, 0, 0, ..., 0, ...) donde la primera coordenada 0 está en C4 y las otras coordenadas dan las potencias de (a2 − b2)/p(r) + i2ab/p(r), donde p(r) es el résimo número primo de forma 4k+1. Entonces, esto corresponde, en G, al punto racional (3/5 + i4/5)2 · (8/17 + i' '15/17)1 = −416/425+ i87/425. El denominador 425 es el producto del denominador 5 dos veces y del denominador 17 una vez, y como en el ejemplo anterior, el cuadrado del numerador −416 más el cuadrado del numerador 87 es igual al cuadrado del denominador 425. También cabe señalar, como conexión para ayudar a retener la comprensión, que el denominador 5 = p(1) es el 1er primo de la forma 4k + 1, y el denominador 17 = p(3) es el 3er primo de la forma 4k+1.

## El grupo de puntos racionales de la hipérbola unitaria
Existe una estrecha conexión entre este grupo en la hipérbola unitaria y el grupo discutido anteriormente. Si {\displaystyle {\frac {a+ib}{c}}} es un punto racional en el círculo unitario, donde a/c y b/c son fracciones irreducibles, entonces (c/a, b/a) es un punto racional en la hipérbola unitaria, ya que {\displaystyle (c/a)^{2}-(b/a)^{2}=1,} satisface la ecuación de la hipérbola unitaria. La operación de grupo aquí es {\displaystyle (x,y)\times (u,v)=(xu+yv,xv+yu),} y la identidad del grupo es el mismo punto (1, 0) que en el caso anterior. En este grupo se da una estrecha conexión con las funciones coseno huperbólico y seno hiperbólico, que es paralela a la conexión con coseno y seno en el grupo de la circunferencia unitaria anterior.

### Copias dentro de un grupo más grande
Hay copias isomórficas de ambos grupos, como subgrupos (y como objetos geométricos) del grupo de puntos racionales en una variedad abeliana en el espacio de cuatro dimensiones dado por la ecuación {\displaystyle w^{2}+x^{2}-y^{2}+z^{2}=0.}. Téngase en cuenta que esta variedad es el conjunto de puntos del espacio-tiempo de Minkowski en relación con el origen igual a 0. La identidad en este grupo más grande es (1, 0, 1, 0) y la operación del grupo es {\displaystyle (a,b,c,d)\times (w,x,y,z)=(aw-bx,ax+bw,cy+dz,cz+dy).}
Para el grupo en el círculo unitario, el subgrupo apropiado es el subgrupo de puntos de la forma (w, x, 1, 0), con {\displaystyle w^{2}+x^{2}=1,} y su elemento identidad es (1, 0, 1 , 0). El grupo de hipérbola unitaria corresponde a puntos de la forma (1, 0, y, z), con {\displaystyle y^{2}-z^{2}=1,} y la identidad es nuevamente (1, 0, 1, 0) (por supuesto, dado que son subgrupos del grupo mayor, ambos deben tener el mismo elemento de identidad).